# Biétry (Abidjan)
Pour les articles homonymes, voir Biétry.
Biétry est une zone résidentielle de luxe, située dans le département d'Abidjan, en Côte d'Ivoire. Cet ancien village Ébrié est située dans la commune de Marcory, à proximité de Zone 4. Le Boulevard de Marseille et le Boulevard du canal sont les avenues principales de Biétry.
On y trouve aussi une usine de cacao-chocolat (cause de l'odeur de chocolat répandue dans la sous-commune), une usine d'automobiles allemande sur le Boulevard du canal.

## Infrastructures
- Cité Les Grand Moulins D'Abidjan
- Collège Notre-Dame d'Afrique (tenu par les Marianistes), Boulevard de Marseille
- Golden Hotel
- Le Mont Blanc
- Rue du Canal